# 永久保存版!みんなで歌おうアニメソングカウントダウン 2006
『永久保存版!みんなで歌おうアニメソングカウントダウン 2006』（えいきゅうほぞんばん みんなでうたおうアニメソングカウントダウン にせんろく）は、2006年2月7日（火曜） 19:00 - 20:54 （日本標準時）に『カスペ!』枠で放送されたフジテレビ製作の音楽バラエティ番組である。

## 概要
街角で取ったアンケートの集計結果や携帯電話でのリクエストを基にした、人気アニメソングの上位40曲を紹介していた。かつて『快進撃TV うたえモン』の司会を務めていた今田耕司が同じ役回りで出演しており、また同番組のディレクターだった福原伸治が演出兼チーフプロデューサーを務めた。同番組の元レギュラーである上戸彩も本番組にトークゲストとして出演した。

## 出演者

### 司会
- 今田耕司
- 佐々木恭子（フジテレビアナウンサー）

### トークゲスト
- 上戸彩
- 堀ちえみ
- 細川茂樹
- 山田花子
- スピードワゴン（井戸田潤・小沢一敬）
- よゐこ（濱口優・有野晋哉）
- 藤岡弘、
- ゴリエ（ガレッジセール・ゴリ）

## 紹介された・歌われた曲
- 01位 宇宙戦艦ヤマト（『宇宙戦艦ヤマト』OP / 歌：ささきいさお）
- 02位 タッチ（『タッチ』OP / 歌：岩崎良美）
- 03位 CHA-LA HEAD-CHA-LA （『ドラゴンボールZ』OP / 歌：影山ヒロノブ）
- 04位 おしえて（『アルプスの少女ハイジ』OP / 歌：伊集加代子） - 2番まで歌唱。
- 05位 呪文降臨〜マジカル・フォース（『魔法戦隊マジレンジャー』ED / 歌：Sister MAYO）
- 06位 哀・戦士（『機動戦士ガンダムII 哀戦士篇』主題歌 / 歌：井上大輔） - 映像はうたえモン出演時のVTR（1999年収録）。
- 07位 ルパン三世のテーマ その2 （『ルパン三世（旧）』ED / 歌：チャーリー・コーセイ） - 正しいタイトルは「ルパン三世 その2」。
- 08位 BON VOYAGE! （『ONE PIECE』OP / 歌：BON-BON BLANCO）
- 09位 愛をとりもどせ!! （『北斗の拳』OP / 歌：田中雅之） - オリジナル曲はクリスタルキングが歌唱。
- 10位 キューティーハニー（『キューティーハニー』OP / 歌：前川陽子）
- 11位 となりのトトロ（『となりのトトロ』ED / 歌：井上あずみ）
- 12位 マジンガーZ （『マジンガーZ』OP / 歌：水木一郎） - 番組で歌われたのは「21st century Ver」。
- 13位 レッツゴー!!ライダーキック（『仮面ライダー』OP / 歌：藤岡弘、）
- 14位 キャンディキャンディ（『キャンディ・キャンディ』OP / 歌：堀江美都子）
- 15位 おどるポンポコリン（『ちびまる子ちゃん』OP / 歌：ManaKana）
- 16位 めざせポケモンマスター（『ポケットモンスター』OP / 歌：松本梨香）
- 17位 アンパンマンのマーチ（『それいけ!アンパンマン』OP / 歌：ドリーミング）
- 18位 アタックNo.1 2005 （『アタックNo.1』（実写ドラマ版）主題歌 / 歌：福田沙紀）
- 19位 DANZEN!ふたりはプリキュア Ver.MAXHeart （『ふたりはプリキュア Max Heart』OP / 歌：五條真由美）
- 20位 キン肉マンGo Fight! （『キン肉マン』OP / 歌：串田アキラ）
- 21位 聖闘士神話〜SOLDIER DREAM〜（『聖闘士星矢』OP / 歌：影山ヒロノブ & BROADWAY）
- 22位 そばかす（『るろうに剣心 -明治剣客浪漫譚-』OP / 歌：JUDY AND MARY）
- 23位 ラムのラブソング（『うる星やつら』OP / 歌：松谷祐子）
- 24位 なんでだろう 〜こち亀バージョン〜（『こちら葛飾区亀有公園前派出所』ED / 歌：テツandトモ）
- 25位 あなただけ見つめてる（『スラムダンク』ED / 歌：大黒摩季）
- 26位 ワイワイワールド（『Dr.スランプ アラレちゃん』OP / 歌：水森亜土）
- 27位 想い出がいっぱい（『みゆき』ED / 歌：H2O）
- 28位 リライト（『鋼の錬金術師』OP / 歌：Asian Kung-Fu Generation）
- 29位 じゃじゃ馬にさせないで（『らんま1/2』OP / 歌：西尾えつ子）
- 30位 ヤッターマンのうた（『ヤッターマン』OP / 歌：山本まさゆき）
- 31位 残酷な天使のテーゼ（『新世紀エヴァンゲリオン』OP / 歌：高橋洋子）
- 32位 タイガーマスク（『タイガーマスク』OP / 歌：新田洋）
- 33位 見えない翼（『金色のガッシュベル!』OP / 歌：谷本貴義）
- 34位 銀河鉄道999 （『銀河鉄道999』OP / 歌：ささきいさお）
- 35位 ケロロダンシング（『超劇場版ケロロ軍曹』OP / 歌：おぎやはぎ）
- 36位 かいけつゾロリ（『かいけつゾロリ』OP / 歌：不明）
- 37位 ドラマティック（『ハチミツとクローバー』OP / 歌：YUKI）
- 38位 ゆけゆけ飛雄馬（『巨人の星』OP / 歌：アンサンブル・ボッカ）
- 39位 よあけのみち（『フランダースの犬』OP / 歌：大杉久美子、アントワープ・チルドレン・コーラス）
- 40位 お料理行進曲（『キテレツ大百科』OP / 歌：YUKA）